# Вальдевакас-і-Гіхар
Вальдевакас-і-Гіхар (ісп. Valdevacas y Guijar) — муніципалітет в Іспанії, у складі автономної спільноти Кастилія-і-Леон, у провінції Сеговія. Населення — 124 особи (2010).
Муніципалітет розташований на відстані близько 80 км на північ від Мадрида, 27 км на північний схід від Сеговії.
На території муніципалітету розташовані такі населені пункти: (дані про населення за 2010 рік)
- Ель-Гіхар: 121 особа
- Вальдевакас: 3 особи

## Демографія
Динаміка населення (INE ):